# Michaeliskirche (Rohr)

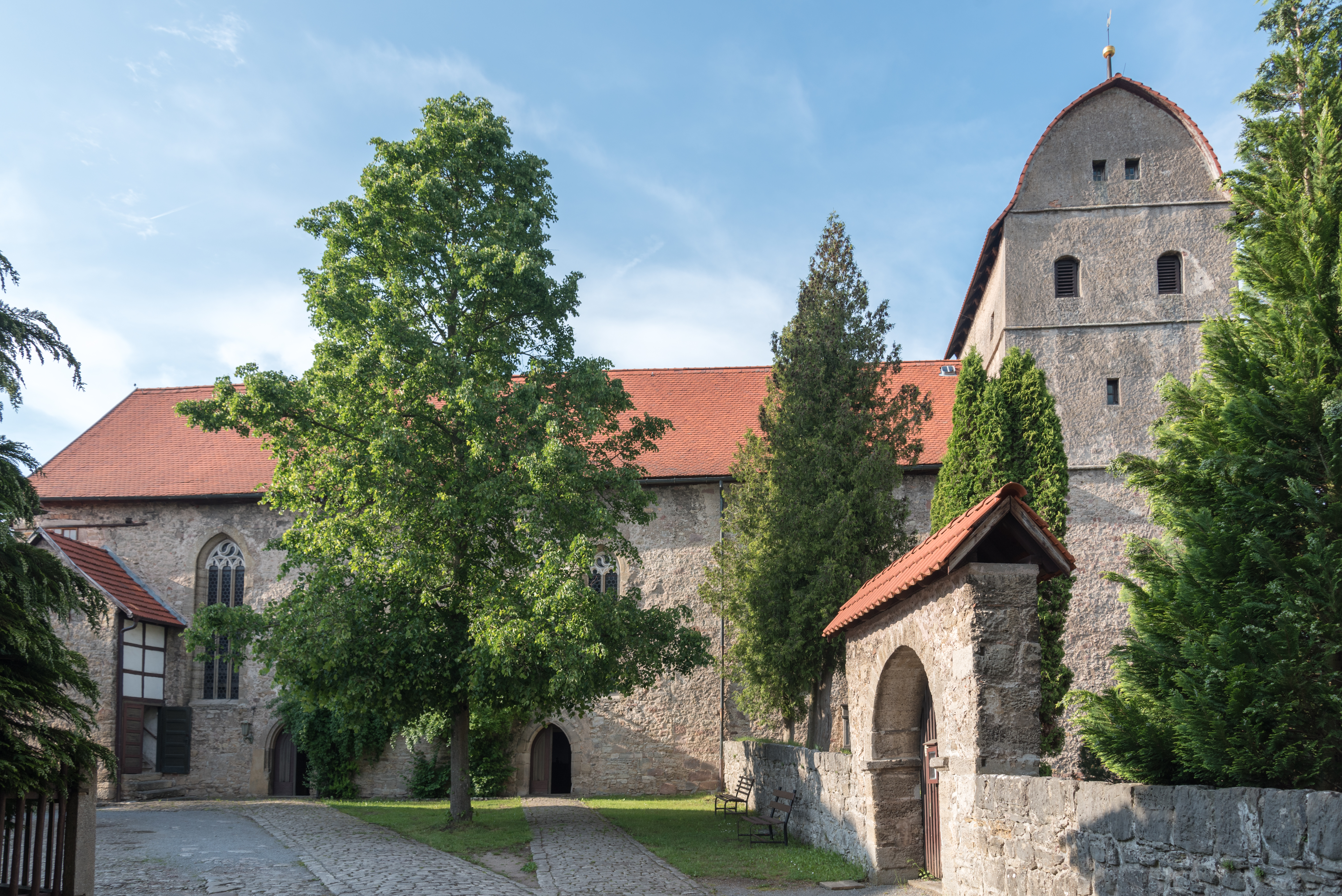
Die Michaeliskirche

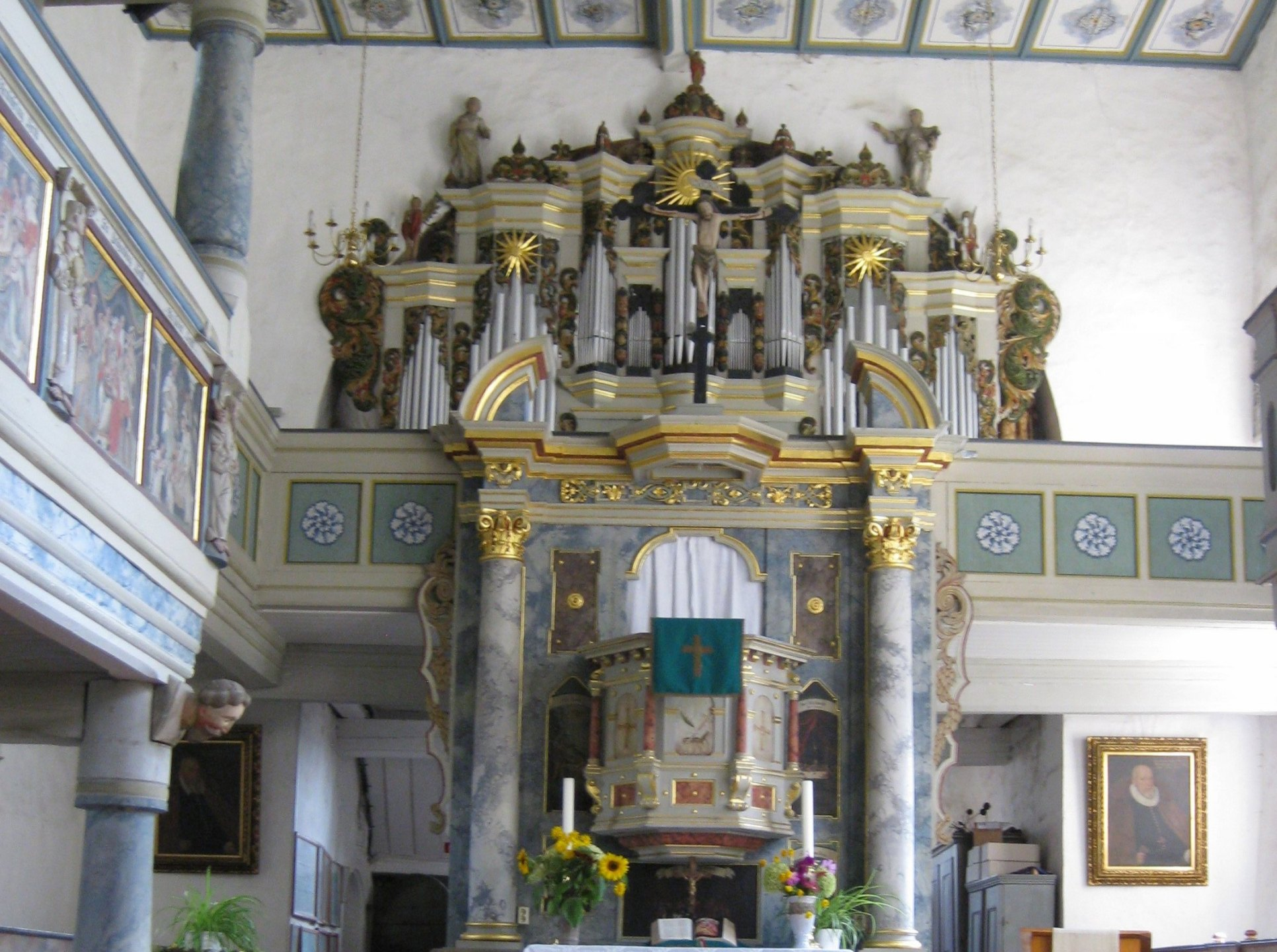
Kanzelaltar mit Orgel

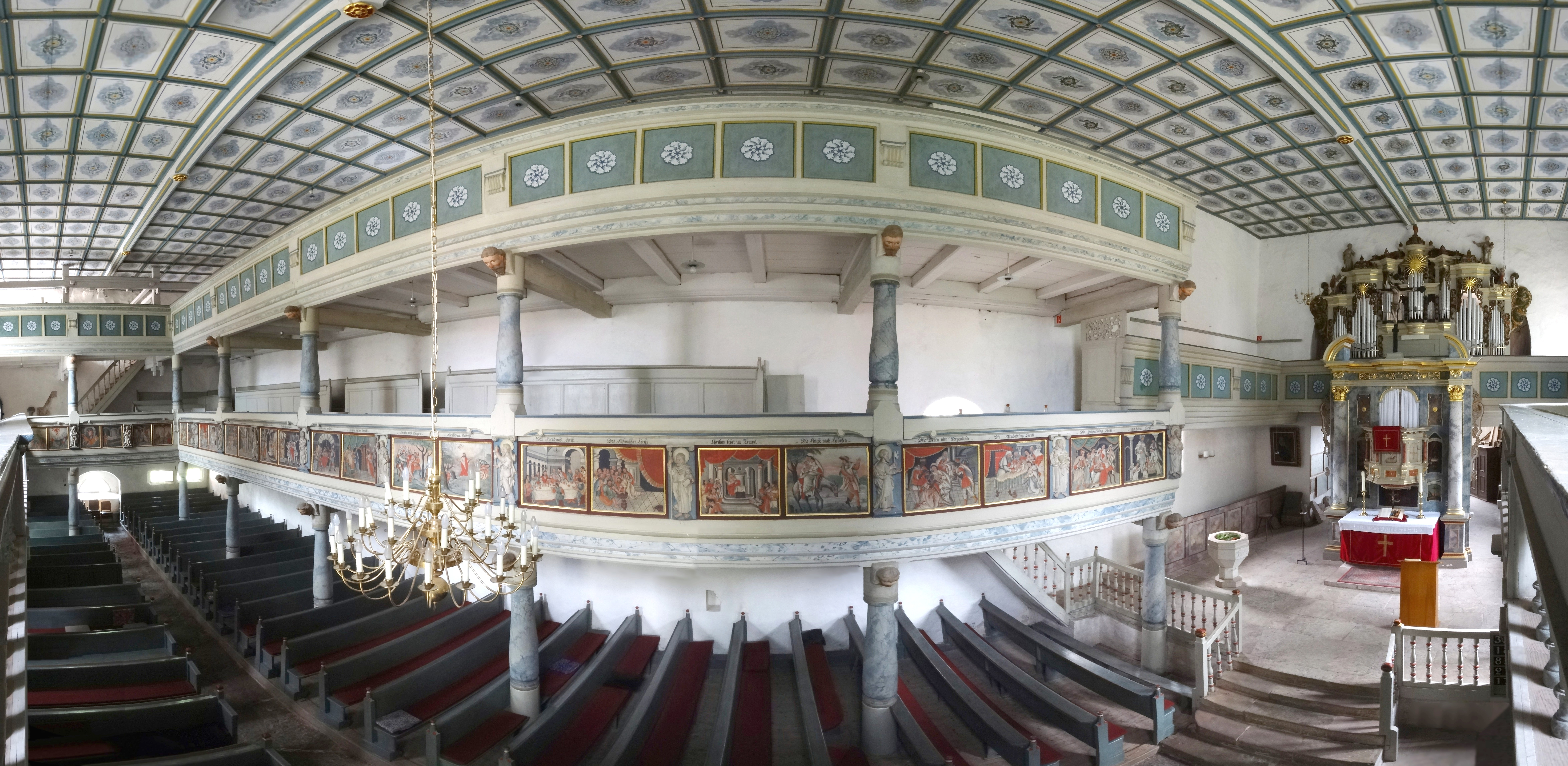
Innenraum-Panorama

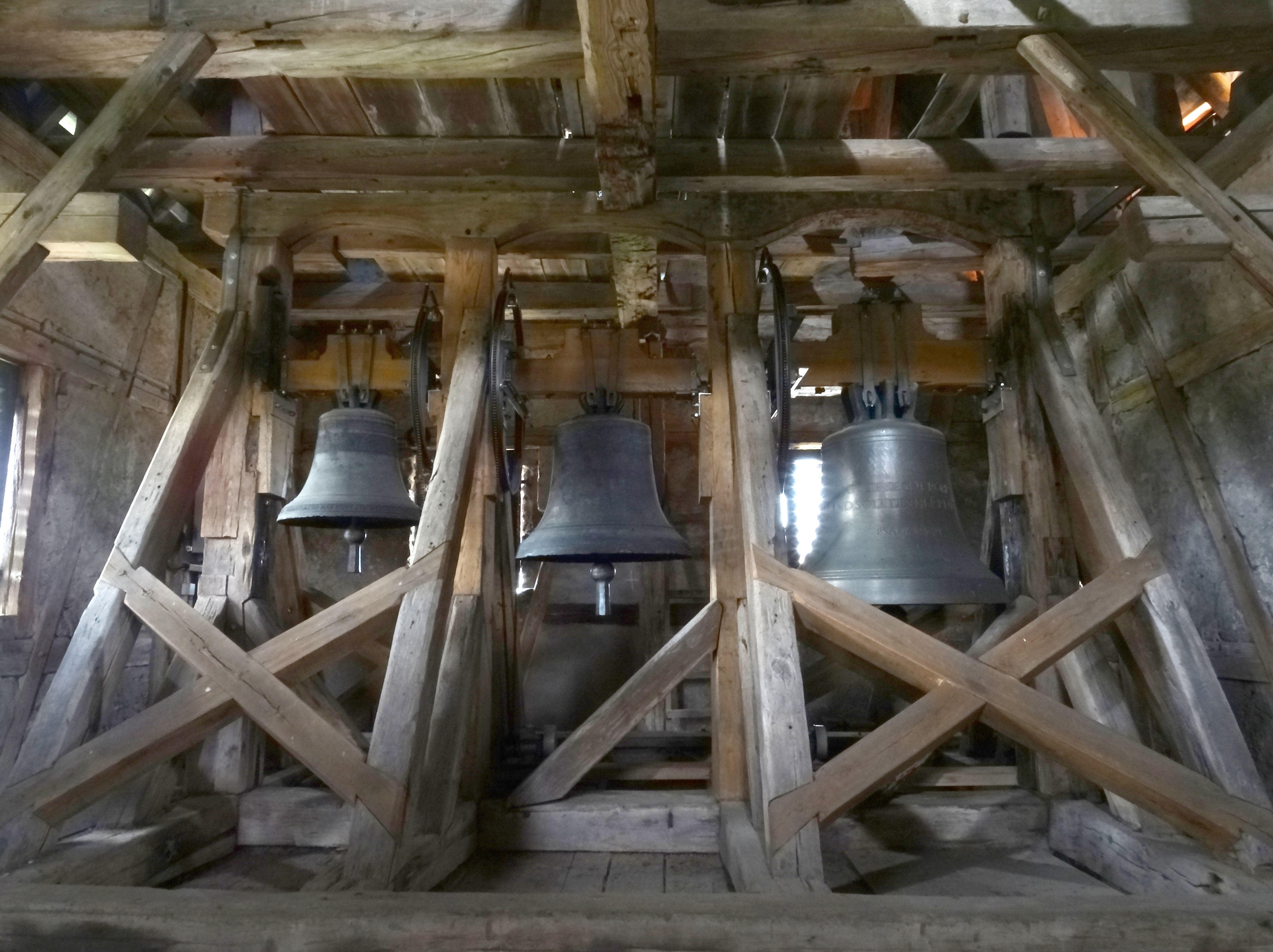
Das Glockenspiel

St. Michael zu Rohr gilt als älteste Kirche Thüringens. Sie wurde als Klosterkirche eines Benediktinerklosters zwischen 815 und 824 erbaut. Das Kloster war eine Filiale des großen Reichsklosters in Fulda.
Da das Kloster um 900 einging, diente sie im 10. Jahrhundert als Kaiserpfalz, die bis zum Beginn des 11. Jahrhunderts bestand. Bedeutend war die Rückgabe des entführten Otto III. von Heinrich dem Zänker an die Kaiserinnen Adelheid und Theophanu im Jahr 984.
Im Spätmittelalter wurde die Anlage mit dem Mauerring umgeben und damit zur Wehrkirche.
Erst nach der Reformation wurde die Kirche zur evangelischen Dorfkirche.

## Baubeschreibung
In karolingischer Zeit wurde eine Saalkirche mit Querhaus errichtet. Bereits mit dem ersten Bau oder etwas später wurde die Krypta typologisch als Mischform aus Halle und Umgang errichtet. Seither befindet sich in dieser Kirche die älteste Krypta Mitteldeutschlands. Sie gehörte schon zu dem Benediktinerinnenkloster, das im Jahre 915 von ungarischen Horden zerstört wurde. 
In gotischer Zeit wurden die Fenster vermauert und neue größere eingebrochen.
Nach dem Mittelalter wurden die Seitenarme des Querhauses abgebrochen und die Krypta zugeschüttet, um erst nach 1900 wieder aufgefunden zu werden.

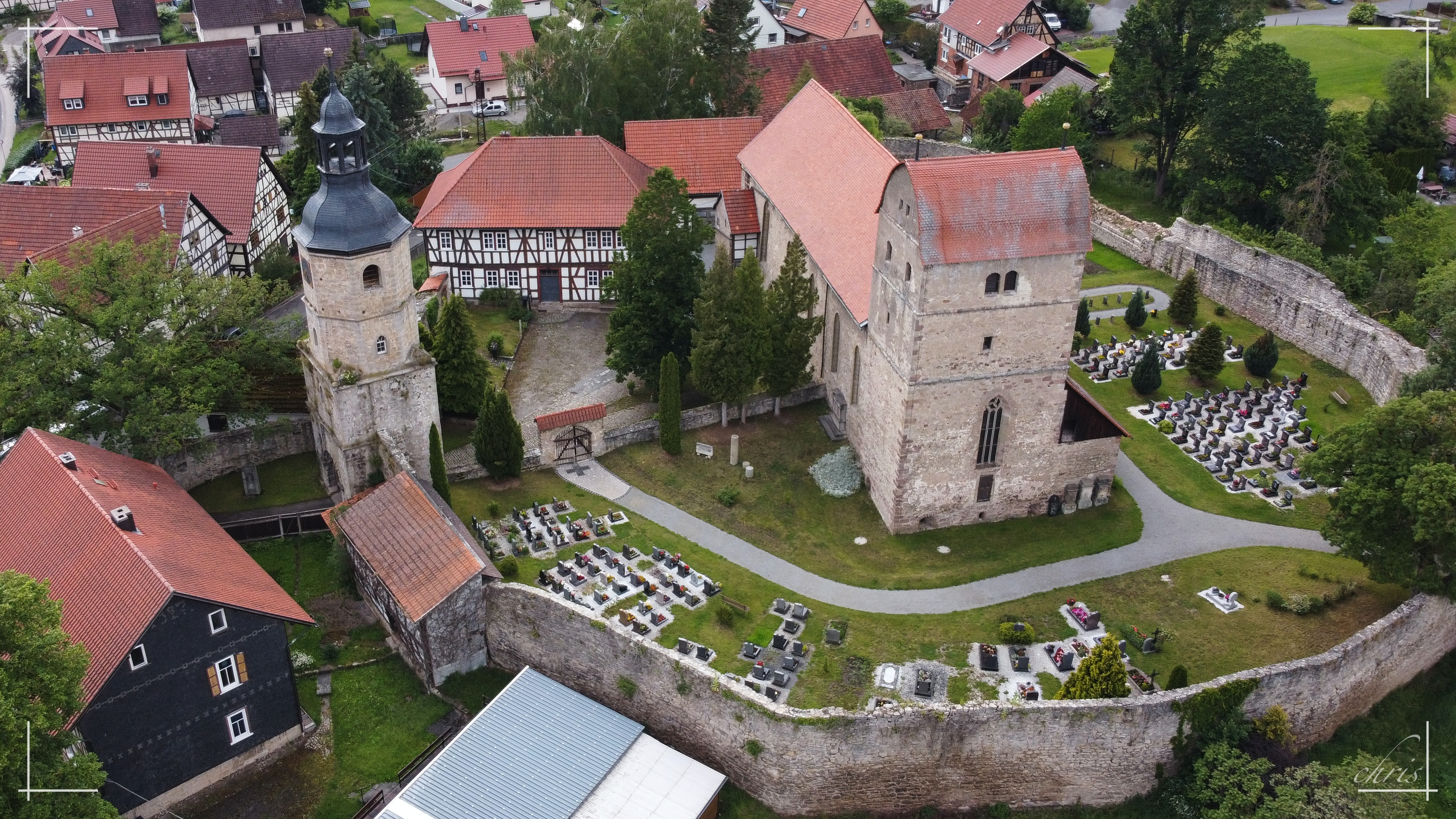
Luftaufnahme Michaeliskirche

Die malerische Anlage ist heute der einzige aus karolingischer Zeit erhaltene Monumentalbau im östlichen Deutschland.